# أماتو شيشيريتي
اماتو شيشيريتي (31 ديسمبر 1993 بروما في إيطاليا - ) هو لاعب كرة قدم إيطالي في مركز الوسط. لعب مع نادي روما.

## روابط خارجية
- أماتو شيشيريتي على موقع الاتحاد الأوربي (الإنجليزية)
- أماتو شيشيريتي على موقع إي إس بي إن إف سي (الإنجليزية)
- أماتو شيشيريتي على موقع قاعدة بيانات كرة القدم.إي يو (الإنجليزية)
- أماتو شيشيريتي على موقع Soccerbase.com (لاعب) (الإنجليزية)
- أماتو شيشيريتي على موقع Soccerway.com (الإنجليزية)
- أماتو شيشيريتي على موقع عالم كرة القدم.نت (الإنجليزية)
- أماتو شيشيريتي على موقع AS.com (الإسبانية)